# Aeonium rowleyi
Aeonium rowleyi là một loài thực vật có hoa trong họ Crassulaceae. Loài này được Bramwell miêu tả khoa học đầu tiên năm 1973.